# Sandaun
Sandaun é a província mais a noroeste de Papua-Nova Guiné. Abrange uma área de 35.920 km² e tem uma população de 248.411 (censo de 2011). A capital é Vanimo. 
Em julho de 1998, a costa na área da cidade de Aitape foi atingida por um enorme tsunami causado por um deslizamento de terra submarino, este por sua vez causado por um terremoto de magnitude 7,0 que matou mais de 2.000 pessoas. A catástrofe teve o efeito de sensibilizar a comunidade científica para a possível ocorrência de tsunamis quando sismos provocam deslizamentos submarinos que deslocam grandes volumes se água.